# Markierungsknopf

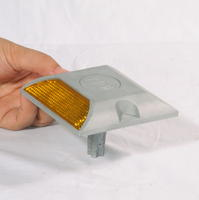
Ansicht eines Markierungsknopfes aus Aluminium

Ein Markierungsknopf (veraltet Straßennagel oder Nagel) ist Teil der Straßenausstattung und unterstützt oder ersetzt Fahrbahnmarkierungen aller Art. Markierungsknopfreihen gelten somit als Verkehrszeichen gemäß StVO. Sie  bestehen entweder aus Metall oder Kunststoff und besitzen verschiedene Formen und Farben. Je nach Örtlichkeit werden reflektierende, nicht reflektierende oder beleuchtete Markierungsknöpfe (beispielsweise mit Leuchtdioden) eingesetzt. Zur Energieerzeugung wird eine kleine auf der Oberseite eingebaute Solarzelle genutzt.
Die Applikation erfolgt entweder durch Aufkleben (Asphalt oder Beton) oder durch Einschlagen (Pflasterfläche) in den Fahrbahnbelag. Probleme ergeben sich bei hohen Geschwindigkeiten und bei Schneepflugeinsatz, da in erster Linie die aufgeklebten Markierungsknöpfe rasch von der Fahrbahn gelöst werden.

## Normen und Standards
Deutschland
- Richtlinie für die Markierung von Straßen, RMS Teil 1 (Ausgabe 1993) und Teil 2 (Ausgabe 1989)